# Уранія
Ця стаття про музу. Можливо йдеться про епітет Афродіти (Афродіта Уранія)
Уранія (грец. Οὐρανία) — в грецькій міфології, одна з дев'яти олімпійських муз, муза астрономії. Дочка Зевса і Мнемосіни. У мистецтві зображувалася з глобусом та вказівною паличкою.

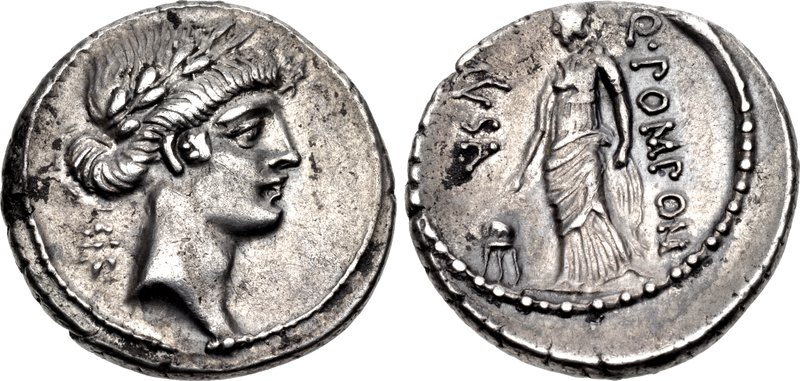
Уранія на монеті Квінта Помпонія Музи, 66 рік до н.е.

Іменем музи названий астероїд 30 Urania